# Japán Vöröskereszt
A Japán Vöröskereszt (日本赤十字社 Nippon Sekijūjisha) a Nemzetközi Vöröskereszt társaság tagja. Központja Tokióban található, további kirendeltségei vannak 47 prefektúrában. 15 530 000 önkéntes és 220 000 alkalmazott segítségével a társaság 92 vöröskeresztes kórházat és 79 vérellátó szolgálatot üzemeltet országszerte. A Japán Vöröskereszt minden nagyobb katasztrófánál segítséget nyújt. Egyik fő feladatuk az erős földrengéseknél segíteni, ahogy a kantói, a kóbei és a 2011-es tóhokui földrengés idején is tették.
A japán császári család mindig támogatta a szervezetet, több vezető pozíciót is ők töltöttek be a bizottságon belül. A császárné a tiszteletbeli elnöki, más családtagok az alelnöki szerepet töltötték be.

## Történelme

A Vöröskereszt zászlaja

Szano Cunetami hozta létre a Filantróp Társaságot (博愛社 Hakuaisa), hogy az 1877-es Szacuma-felkelésben megsebesült embereknek segítséget nyújtsanak; a japán zászló egy módosított változatát használták jelzésül 1877-ig. 1877. szeptember 2-án, a Nemzetközi Vöröskereszthez csatlakozása után nevezték el Japán Vöröskeresztnek. Még abban az évben a társaság első segélynyújtó akciója is megtörtént a Bandaj-hegy kitörésénél.
A Vöröskereszt tevékenységét már a kezdetektől aktívan támogatta a japán császári család, főleg Sóken császárné. A társaságban vállalt feladatuk miatt közkedvelt lett a felsőház arisztokráciája (kazoku) és a vezető réteg számára is. Az orosz–japán háború (1904–1905) idején a Japán Vöröskereszt volt a legnagyobb tagszervezet a világon, több mint egymillió taggal.
A társaság az orosz hadifoglyoknak nyújtott segítsége miatt a nyugati sajtóban jó benyomást keltett. A róluk alkotott pozitív képet több forrás, az Amerikai Egyesült Államok, Németország, Anglia, Franciaország önkéntes orvosai és nővérei is megerősítették. Anita Newcomb McGee jelentése szerint Japánnak kulcsszerepe volt abban, hogy az amerikai kormány támogassa és fejlessze az Amerikai Vöröskeresztet.
Az 1906-os San Franciscó-i földrengés után a Japán Vöröskereszt 146 000 dollárt gyűjtött össze az amerikaiak megsegítésére, ez volt az első külföldi segélyakciójuk.
Az első világháború alatt Csingtaónál a japán császári sereg által elfogott német hadifoglyokkal a Japán Vöröskeresztnek köszönhetően jól bántak. 1934-ben a Japán Vöröskereszt tartotta a 15. Nemzetközi Vöröskereszt Konferenciát Tokióban.
A második kínai–japán háború(1937–1945) idején a Japán Vöröskeresztnek kulcsszerepe volt a japán civilek segítésében, és a sebesült katonák ellátásában. Ám a japán császári hadsereg figyelmen kívül hagyta a genfi egyezményben foglaltakat, így a kormányt és hadseregét szankciókkal sújtották, emiatt a Japán Vöröskereszt helyzete megnehezült, nem tudott segíteni a több százezer európai katonának és civilnek, akiket hadifogolytáborba zártak a Japán által elfoglalt délkelet-ázsiai térségben.
A második világháború után a Japán Vöröskeresztet átalakította az amerikai ügyészség. 1952. augusztus 14-én visszahelyezték jogaiba és elismerték mint nonprofit szervezetet.

## Fordítás
- Ez a szócikk részben vagy egészben  a   Japanese Red Cross című angol Wikipédia-szócikk ezen változatának fordításán alapul.  Az eredeti cikk szerkesztőit annak laptörténete sorolja fel. Ez a jelzés csupán a megfogalmazás eredetét és a szerzői jogokat jelzi, nem szolgál a cikkben szereplő információk forrásmegjelöléseként.